# Sole perdrix
Taxons concernés
- De nombreuses espèces du genre Microchirus 
de la famille des Soleidae
- Pegusa triophthalma
- Synaptura lusitanica lusitanicamodifier

Sole perdrix est un nom vernaculaire ambigu attribué à plusieurs espèces de poissons plats, tous regroupés au sein de l'ordre des pleuronectiformes. En France, légalement, « Sole perdrix » désigne uniquement Microchirus variegatus. Ce terme est cependant utilisé pour désigner d'autres espèces. Il est la composition de sole, un nom générique de poisson plat et de perdrix, un oiseau tacheté.
- Pegusa triophthalma
- Synaptura lusitanica lusitanica
- Microchirus variegatus
- Sole perdrix à nageoires striées - Microchirus boscanion
- Sole perdrix brune - Microchirus azevia
- Sole perdrix juive - Microchirus theophila
- Sole perdrix ocellée - Microchirus ocellatus
- Sole perdrix panachée - Microchirus variegatus